# 亞馬遜黑土

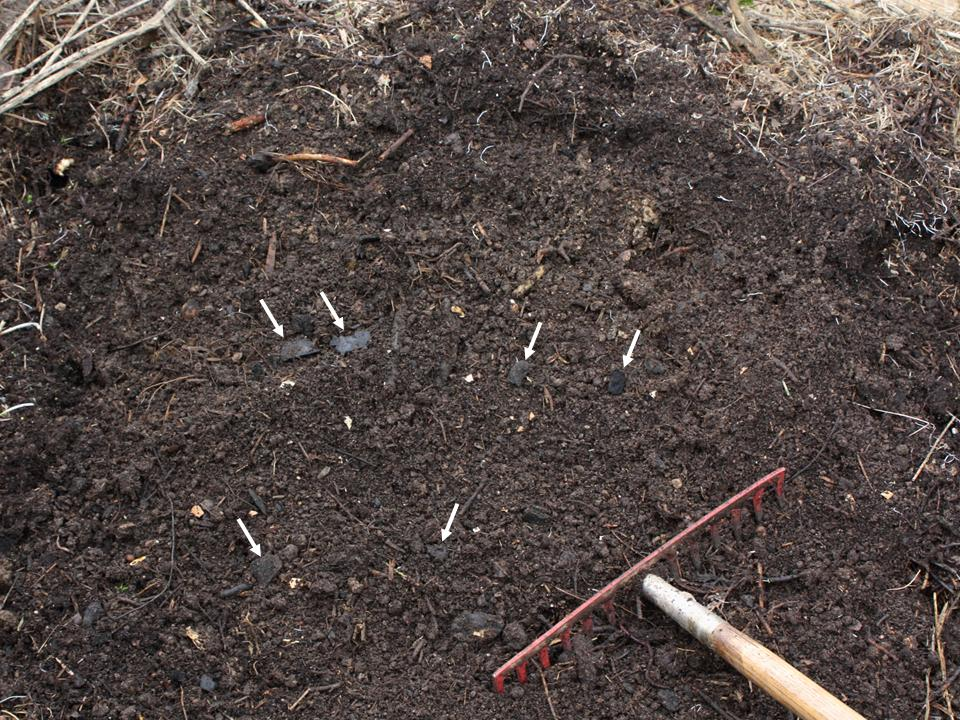
自制黑土，白色箭头标记处为木炭碎块

亞馬遜黑土（葡萄牙語：Terra Preta，意思是黑色的土壤），又稱黑土（西班牙語：tierra negra del Amazonas）、印地安黑土（葡萄牙語：terra preta de índio）、人造黑土（西班牙語：tierra negra antropogénica）。是一種人造的肥沃黑色土壤，在亞馬遜盆地等地發現，有數千年以上的歷史。
黑土的主要成份是木炭，也包含了一些骨頭跟有機肥。這種黑土在哥倫布之前就有，約在公元前450年至公元950年間創造。這種黑土啟發了科學家對於生物炭的研究興趣。

## 成因
艾克斯特大學亞馬遜考古學家 Yoshi Maezumi 指，數千年前亞馬遜人在當地已發展出亞馬遜黑土。當時的農夫會放火燒地（所谓刀耕炭种）、並加入糞便與食物渣滓增加土壤養份。造成現時的亞馬遜黑土。

## 特性

### 位置
大多數的大面積黑土遺址都位於沖積平原邊緣的低矮陡岸上。黑土層通常深一、兩英尺，但也有可能達六英尺以上。有推測認為黑土在亞馬遜盆地所占的比例可能高達10%。又有其他估計認為黑土佔了亞馬遜盆地面積0.1%至0.3％，即約幾千平方英里。

### 元素
黑土內含磷、鈣、硫與氮等元素。含量比雨林土壤普遍的含量高。此外，黑土的有機質含量也遠勝一般土壤，並且比較善於保存水分與營養素。

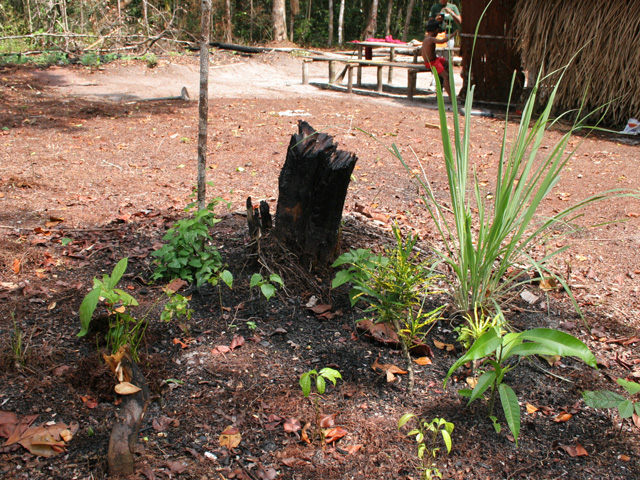
植物種植在黑土上

### 養分
亞馬遜黑土養分充足。即使耕作多年，也無需使用大量肥料。德國拜羅伊特大學土壤科學暨土壤地理學研究所的化學家格拉澤（Bruno Glaser）指出，黑土之所以能夠長期保持肥沃，關鍵在於木炭，氧化木炭可以持續讓營養素黏附。黑土所含的木炭比周圍的紅土最高多出六十四倍。

### 人為
有研究指亞馬遜黑土是人為產物。研究員科恩（Dirse Kern）提到黑土「和任何特定的母土壤型態或環境條件都沒有關聯」，顯示這種土壤不是自然產物。另外亞馬遜黑土經常混雜陶器破片，因此亞馬遜黑土肥沃被認為不是天然因素造成。

## 價值

### 經濟價值
亞馬遜人會挖起來當做盆栽土販賣。

### 環保價值
由於亞馬遜黑土含木炭，能夠把缺乏養分的泥土轉化成肥沃的泥土，更可以吸收環境中的二氧化碳，協助減少全球暖化現象。